# (20120) Ryugatake
(20120) Ryugatake est un astéroïde de la ceinture principale.

## Description
(20120) Ryugatake est un astéroïde de la ceinture principale. Il fut découvert le 24 novembre 1995 à Ōizumi par Takao Kobayashi. Il présente une orbite caractérisée par un demi-grand axe de 2,63 UA, une excentricité de 0,16 et une inclinaison de 12,8° par rapport à l'écliptique.

## Compléments